# Baremosse (del i Västra Götalands län)
Baremosse är ett naturreservat i Tidaholms kommun i Västra Götalands län, samt Mullsjö kommun och Habo kommun i Jönköpings län. Denna artikel tar bara upp delen i Västra Götalands län medan helheten beskrivs i artikeln Baremosse. 
Detta delområde är naturskyddat sedan 1985 och är 75 hektar stort. 